# Hydra (destroyer)
Pour les articles homonymes, voir Hydra.
Le Hydra (grec moderne : ΒΠ Ύδρα) (parfois orthographié Ydra, ) était un destroyer grec de la classe Kountouriotis lancé en 1931 pour la Marine de guerre hellénique (Πολεμικό Ναυτικό, Polemikó Naftikó). 

## Conception et description
Les destroyers de la classe Kountouriotis sont des navires de constructions italiennes avec des modifications pour la Grèce de la classe Dardo, étaient des versions agrandies et améliorées de la classe Turbine précédente. Ils avaient une longueur totale de 96,15 mètres, une largeur de 9,75 mètres et un tirant d'eau moyen de 3,15 mètres. Ils déplaçaient 1 225 tonnes à charge normale et 2 150 tonnes en charge totale. Leur effectif en temps de guerre était de 156 officiers, sous-officiers et marins.
Les Kountouriotis étaient propulsées par deux turbines à vapeur à engrenages Parsons, chacune entraînant un arbre d'hélice à l'aide de la vapeur fournie par trois chaudières Thornycroft. Les turbines étaient conçues pour produire 44 000 chevaux-vapeur (33 000 kW) et une vitesse de 30 nœuds (56 km/h) en service, bien que les navires aient atteint des vitesses de 38-39 nœuds (70-72 km/h) pendant leurs essais en mer alors qu'ils étaient légèrement chargés. Ils transportaient suffisamment de fuel pour avoir une autonomie de 4 600 milles nautiques (8 500 km) à une vitesse de 12 nœuds (22 km/h).
Leur batterie principale était composée de quatre canons simples de 120 millimètres, une à l'avant et une à l'arrière de la superstructure. La défense antiaérienne (AA) des navires de la classe Kountouriotis était assurée par trois canons AA de 40 millimètres dans des affûts simples et une paire d'affûts doubles pour des mitrailleuses Breda Model 1931 de 13,2 millimètres. Ils étaient équipés de six tubes lance-torpilles de 533 millimètres dans deux montages triples au milieu du navire. Bien que les navires ne soient pas dotés d'un système de sonar pour la lutte anti-sous-marine, ils sont équipés d'une paire de lanceurs de grenades sous-marines. Les Kountouriotis peuvent transporter 54 mines.

## Construction et mise en service
Le Hydra est construit par le chantier naval Cantiere navale d'Odero à Sestri Ponente en Italie, est lancé le 21 octobre 1931 et est achevé et mis en service en novembre 1932. Il est commissionné le même jour dans la Marine hellénique.

## Histoire du service
Le 12 juillet 1940, le Hydra se porte au secours du navire-phare Orion qui a été attaqué par des avions italiens, et est lui-même attaqué par les avions italiens,  mais n'est pas blessé. 
Après le début de la guerre gréco-italienne, il participe au premier raid naval contre les navires italiens dans le détroit d'Otrante (14-15 novembre 1940). 
Pendant l'invasion allemande de la Grèce, le Hydra est attaqué par des bombardiers allemands le 22 avril 1941 et coulé près de l'île de Lagoúsa dans le golfe Saronique (entre les îles d'Égine et de Salamine), avec son commandant, le capitaine de frégate Th. Pezopoulos et 41 membres de son équipage.